# Allium eivissanum
Allium eivissanum là một loài thực vật có hoa trong họ Amaryllidaceae. Loài này được Garbari & Miceli mô tả khoa học đầu tiên năm 1987.